# フレガート (ロケット)

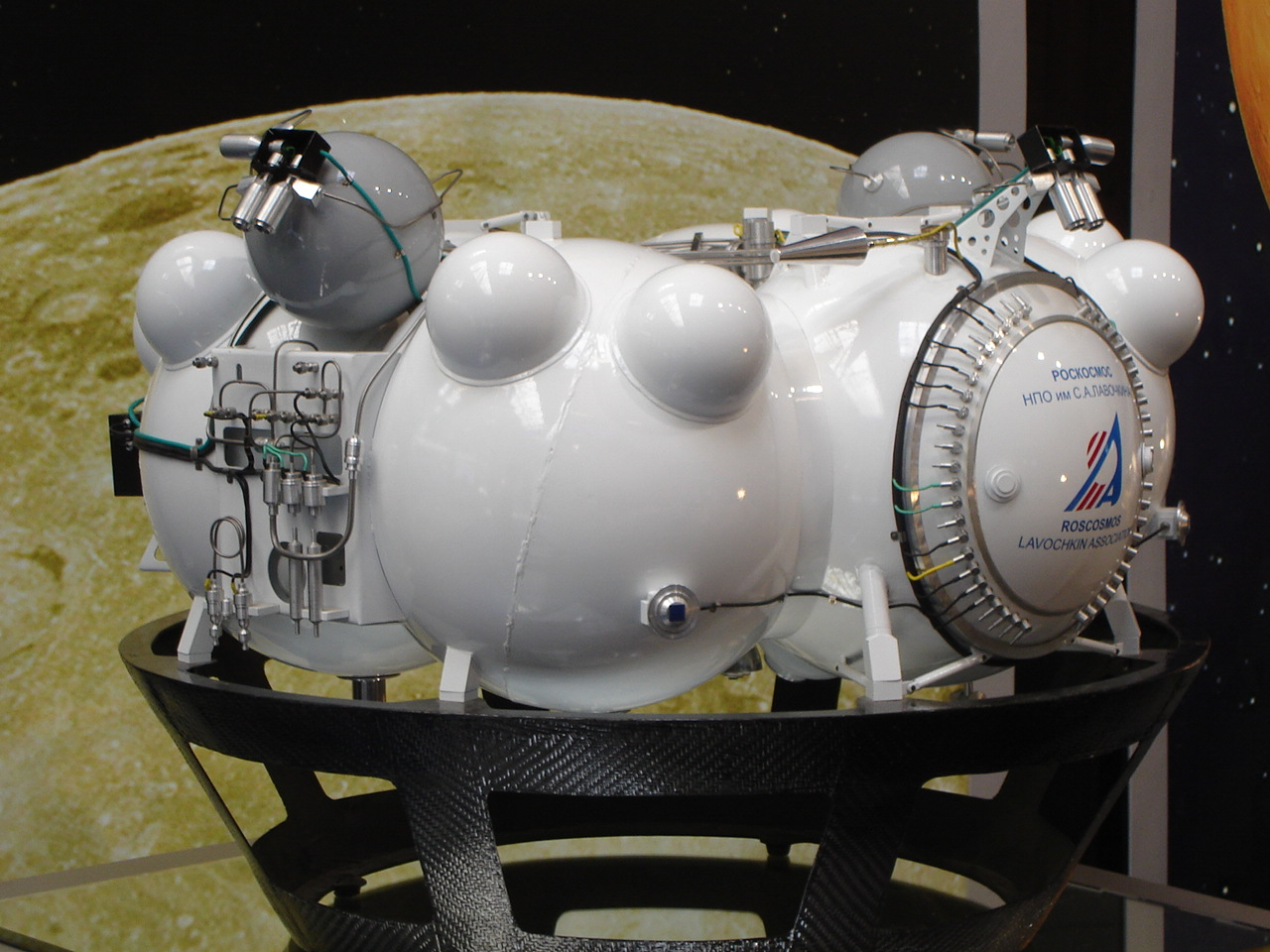
パリ航空ショーに展示されたフレガートの模型。フォボス・グルント探査機の軌道投入に使用されるものを再現している。

フレガート（ロシア語: Фрегат, ラテン文字表記の例: Fregat, フリゲート、または軍艦鳥の意味）とは、1990年代にロシアのS・A・ラーヴォチュキン記念科学生産合同で開発されたロケットステージ。惑星探査機用のエンジンとして使われていたものをベースに、人工衛星や宇宙探査機をパーキング軌道からより高い軌道へ移動させる上段エンジンとして利用するために設計された。現在はソユーズロケットやゼニットロケット等の上段ステージとして用いられている。これを上段に搭載したソユーズフレガートロケットは、2000年2月に初めて打ち上げられた。

## 設計
フレガートの構造は独特のもので、6つの球体がリング状につなげられた形をしている。一般的な円筒形のロケットステージと異なり、直径3.5 m、高さ1.5 mと平べったい寸法を持つ。6つの球形タンクのうち4つは推進剤タンク（燃料タンク2基、酸化剤タンク2基）だが、残りの2つはアビオニクスを収める区画に利用されている。乾燥重量は1トン程度で、推進剤を含めると6.5トンになる。
リングの中心にはロケットエンジン S5.92 を備える。このエンジンは非対称ジメチルヒドラジン (UDMH) と四酸化二窒素 (NTO) を推進剤として使用し、最大20キログラムの推力を1,350秒間発生する。宇宙空間で3年の設計寿命を持ち、20回以上の再点火が可能である。この再点火能力のため、フレガートは複雑な軌道投入シーケンスを柔軟に実行できる。

## フレガートSB
フレガートはソユーズロケット用に開発されたが、ゼニットロケットで使用するには推進薬の量が不足する事から下側にドーナツ状のタンクを増設したのがフレガートSBである。このドーナツ状のタンクは燃料を使い切ると切り離されて投棄される設計。このロケットを搭載したゼニットロケットは2011年1月20日に初めて打ち上げられた。